# Ногайлар, Шеннур
Шенну́р Ногайла́р (тур. Şennur Nogaylar; род. 1957, Стамбул) — турецкая актриса

 театра, кино и телевидения, театральный педагог и профсоюзный деятель.

## Биография и карьера
Шеннур Ногайлар родилась в 1957 году Стамбуле (Турция). В 1989 году она окончила театрально-педагогический факультет Художественного училища Министерства народного просвещения и прошла обучение по специальности «творческая драма» в Ассоциации современной драматургии.
Нагайлар начала свою карьеру в качестве театрального педагога и работает в Центре искусств Мюждата Гезена. Она также снимается в фильмах, телесериалах и рекламных роликах, играет в театре. Помимо этого, является членом «Наблюдательного совета» в Союзе актёров.

## Фильмография
| Год       |     | Русское название              | Оригинальное название | Роль           |
| --------- | --- | ----------------------------- | --------------------- | -------------- |
|           | ф   | Комнаты ужасов                | Korku Odaları         |                |
| 2004      | с   | Плечом к плечу                | Omuz Omuza            |                |
| 2005      | ф   | Снежный домик «Дёнгель»       | Döngel Kârhanesi      |                |
| 2006      | ф   | Фокусник                      | Hokkabaz              |                |
| 2006—2009 | с   | Тысяча и одна ночь            | Binbir Gece           | Фирдевс        |
| 2010—2011 | с   | Любовь и наказание            | Aşk ve Ceza           | Лейла Устюн    |
| 2011      | ф   | Братва                        | Ağır Abi              | антепская мать |
| 2012      | с   | Четыре сезона моего сердца    | Kalbim Dört Mevsim    |                |
| 2013      | с   | Али любит Айше                | Ali Ayşe'yi Seviyor   | [ 3 ]          |
| 2014—2015 | с   | Теперь пусть думают они       | Şimdi Onlar Düşünsün  | Сание          |
| 2016      | кор | Намерение                     | Niyet                 | мама           |
| 2016      | ф   | Линия жизни: Сирия            | Hayat Çizgisi: Suriye |                |
| 2016      | с   | Жизнь прекрасна, когда любишь | Hayat Sevince Güzel   | Хасине Озкан   |
| 2017      | ф   | Не поймите неправильно        | Yanlış Anlama         | Берекет        |
| 2018      | ф   | Сказка о любви                | Aşk Masalı            | Первин         |
| 2019      | ф   | Ни за что                     | Hayatta Olmaz         |                |
| 2019      | ф   | Улей                          | Kovan                 | Джемиле        |
| 2019—2020 | с   | Воссоединение                 | Vuslat                | Гюльтен Шахин  |
| 2021      | ф   | Шоу Джемиля                   | The Cemil Show        | сестра Нурдем  |
| 2021      | ф   | Последние перелётные птицы    | Turna Misali          | Гюльсюм        |
| 2022      | с   | Красивее, чем ты              | Senden Daha Güzel     | Зарифе         |